# Mendrausus pauxillus
Mendrausus pauxillus är en insektsart som först beskrevs av Franz Xaver Fieber 1869.  Mendrausus pauxillus ingår i släktet Mendrausus, och familjen dvärgstritar. Arten är reproducerande i Sverige.